# بیورن نوردکویست
بیورن نوردکویست (سوئدی: Björn Nordqvist؛ زادهٔ ۶ اکتبر ۱۹۴۲) بازیکن فوتبال اهل سوئد بود.
از باشگاه‌هایی که در آن بازی کرده‌است می‌توان به باشگاه ورزشی پی‌اس‌وی آیندهوون اشاره کرد.
وی همچنین در تیم‌های ملی فوتبال زیر ۲۱ سال سوئد و سوئد بازی کرده‌است.